# 松來未祐
松來未祐（日语：／ Matsuki Miyu，1977年9月14日—2015年10月27日）是一名已故日本女性聲優。出生於廣島縣吳市。隸屬於81 Produce。本名為松木美愛子（日语：／ Matsuki Mieko）。愛稱為。慶應義塾大學畢業。

## 經歷
小時候看過《鎧傳》就對聲優抱有憧憬，立志要當聲優。雙親都堅絕反對，她為了學習當聲優而離家，而她最後因為考上慶應義塾大學環境情報學部而被允許出外唸書。在大學時期一邊唸書也一邊去日本演技研究所學習演技。
1998年，在PlayStation上的遊戲《御神樂少女偵探團》以本名配音，然後才改成現在用的藝名松來未祐。改名的原因是因為做為藝人據說這樣寫筆畫比較好。2000年，kss的新人選秀My girl 2000中被選上，在up up這個團體中進行著各式各樣的活動。2002年，在七人之奈奈中首次獲得正式的動畫配音工作。6月時從アクセント跳槽到81 Produce。10月開始在廣播節目櫻井工房至Cherry Bell（櫻井工房為Cherry Bell前身）中長期參與節目。2003到2004年之間陸續取得D.C. ~Da Capo~和Divergence Eve系列和動畫的正式角色，然後在2004年1月超變身Cosplayer的第一次擔任主角。同年，與在廣播節目RADIOデコピンないと中共同主持的金田朋子組了個小聲優團體SD☆Children，她們一起發行過CD、也舉辦過各種活動。也在不少其他的動畫中有演出，最忙的時候甚至一個禮拜有四個廣播節目的通告要趕。2004年是她演藝事業發展得最快的一年。
2005年，常演出像《美少女學園》山田五十鈴、《鍵姬物語》御咲紀紗、《草莓危機》此花光莉等有百合傾向的女性角色。2008年後廣泛演出性格獨特的教師角色。
2015年7月因病休養，同年10月由所屬事務所發表於東京都的醫院病逝的訊息，享年38歲。直到12月15日（尾七，即歿後49日），家屬們公開發表：她生前在6月30日緊急住院，經確診罹患人類皰疹病毒第四型（EB病毒）感染所引發的慢性活动性EB病毒感染症。雖然曾在9月4日一度出院返家，卻又在9月18日再度入院。最後於日本時間10月27日晚上10時18分逝世，最終死因是惡性淋巴癌。家屬希望此舉，可以讓更多人認識EB病毒、加深社會大眾對於特殊疾病的重視，並進而研究出更好的醫療技術。2017年5月9日，日本電視台「The！世界仰天新聞」的特輯「世所未知的恐怖疾病特別節目」其中一節，取松來未祐的抗病歷程，以「與未知疾病苦苦奮戰的女性」為名播出。

## 繼任
松來養病期間和其過世後，聲優接替作品如下。
- 堀江由衣 — 《HUNDRED百武裝戰記》：夏洛特·迪曼迪鄂斯
- 下屋則子— 《熱情傳奇 the X》：萊菈
- 嘉數由美— 《Fate/kaleid liner 魔法少女☆伊莉雅》：藍寶石之星
- 河原木志穗— 《夢想☆擂台》：社務澤理
- 小清水亞美— 《英雄傳說 閃之軌跡》：克蕾雅·利威爾特
- 照井春佳— 《女神異聞錄5 the Animation》：御船千早
- 黑澤朋世— 《永恆冒險》：亞莓
- 廣橋涼— 《櫻桃小丸子》：長山小春
- 市之濑加那— 《月姬》：翡翠

## 主要參與作品

### 電視動畫
2001年
- 魔法戰士李維（安娜）

2002年
- 七人之奈奈（小野寺瞳）
- 週刊神奇寶貝放送局（ヤオキ）
- 十二国記（女仙）
- 櫻桃小丸子（長山小春）
- 東京地底奇兵（夢中的女高中生）
- 馭龍少年（スー、メディナヘブン）
- 魔法咪路咪路（小碧）

2003年
- ダイバージェンス・イヴ（コトコ-01／コトコ-02）
- 初音島（鷺澤賴子／鷺澤美咲）
- HAPPY★LESSON ADVANCE（子犬）
- 闇與帽子與書的旅人（ミルカ）
- 魔法咪路咪路 Golden（小碧）

2004年
- アガサ・クリスティーの名探偵ポワロとマープル（クリス）
- A15系列
  - 超變身巫女祈鬥士（星野古都 ／ミコレイヤー）
  - ヒットをねらえ!（八神菜摘）
  - LOVE♥LOVE?（八神菜摘）
- SD GUNDAM FORCE（リリジマーナ・ミヤ・ド・ラクロア（リリ姫）、アヤカ）
- 恋風（小日向七夏（幼年期））
- 極道鮮師（看護婦）
- 魔法少年賈修（洋梨ちゃん）
- 蒼穹之戰神（羽佐間翔子）
- tactics（朱雀院雅）
- W ～Wish～（岸田智）
- 月詠 -MOON PHASE-（御堂薫）
- デュエル・マスターズ　チャージ（デリシャス）
- ななみちゃん（箱内美夢）
- 爱情泡泡糖（水原明鐘）
- 魔法少女奈葉（月村忍）
- みさきクロニクル〜ダイバージェンス・イヴ〜（コトコ-02）
- MEZZO之密探任務（日语：MEZZO -メゾ-）（五十嵐あさみ）
- 流星戰隊Musumet（青錠奈子）

2005年
- 我太太是高中生（女子生徒）
- 強殖裝甲（女孩）
- 美少女學園（山田五十鈴）
- 初音島第二季（鷺澤美咲）
- 嬉皮笑園（美蒂亞）
- B傳說! 戰鬥彈珠人 炎魂（ハナ）
- 魔法少女奈葉A's（莉澤蘿蒂）
- MÄR-メルヘヴン-（夏朵）

2006年
- 水星領航員第二季（綾乃）
- 少女愛上姊姊（十條紫苑）
- おろしたてミュージカル 練馬大根ブラザーズ（ミヨちゃん）
- 鍵姫物語 永久アリス輪舞曲（御咲キサ）
- 增血鬼果林（寺西的友人）
- ザ・サード 〜蒼い瞳の少女〜（妖精）
- SIMOUN（安古拉斯）
- 草莓狂熱（此花光莉）
- 奏光之Strain（傑西·艾捷絲）
- 心跳回憶 Only Love（内海小鮎）
- 仰望半月的夜空（夏目小夜子）
- 備長炭（飄飄餅）
- 光之美少女Splash Star（喬比）
- 吉永家的石像怪（ハナ子）

2007年
- AYAKASHI（藥師寺陽愛）
- 獵魔戰記（芙蘿拉）
- 絕望先生（藤吉晴美）
- 地上最強新娘（宮沢ルミ）
- 黑之契約者（研究員B）
- 暗夜魔法使（フェウス=モール）
- 旋風管家（鷺之宮伊澄）
- 向陽素描（吉野屋先生）
- やさいのようせい N.Y.SALAD（白ナス）
- 流星のロックマン（朝倉マユ）
- 羅密歐×茱麗葉（考狄莉亞）

2008年
- 俗·絕望先生（藤吉晴美、（以下第6話後半（Cパート）のみ）日塔奈美、糸色交、太めの少年）
- 乃木坂春香的秘密（上代由香里、迷糊姑娘小秋（劇中劇「迷糊姑娘小秋」的角色））
- 破天荒遊戲（ロマリオ）
- 向陽素描×365（吉野屋先生）
- 襲來！美少女邪神（克圖格亞）

2009年
- 瑪莉亞狂熱（志木絢璃）
- 旋风管家 第二季（鷺之宮伊澄）
- 懺·絕望先生（藤吉晴美）
- 天國少女（山手由依）
- 潜行吧！奈亚子（克图格亚/克子）

2010年
- 向陽素描×☆☆☆（吉野屋先生）
- 女僕咖啡廳（嵐山雪美／約瑟芬）

2011年
- 亞斯塔蘿黛的後宮玩具（蜜絲特倫·奧斯格林）
- Double-j（阿一的母親）
- DOG DAYS（愛比塔·薩雷斯）
- 靈媒老師在身邊（吉居秋子、長良、貓A、老奶奶、女子C、死神）
- 瑪莉亞狂熱 ALIVE（志木絢璃、與那國大人）
- 幸福光暈 ～hitotose～（「HOBORO」店主）

2012年
- 襲來！美少女邪神（克圖格亞）
- 神奇寶貝BestWishes（嘉德麗雅）
- 旋風管家！ CAN'T TAKE MY EYES OFF YOU（鷺之宮伊澄）
- 向陽素描×蜂窩（吉野屋老師）
- 潜行吧！奈亚子（2期）（克图格亚/克子）

2013年
- 襲來！美少女邪神W（克圖格亞、老師 #10）
- 旋風管家Cuties（鷺之宮伊澄）
- 幸福光暈 ～More Aggressive～（「HOBORO」店主）
- Fate/kaleid liner 魔法少女☆伊莉雅（藍寶石之星）

2014年
- 妄想學生會＊（鈴的母親）
- 宇宙浪子（凱蒂）
- 天才麻將少女 全國篇（佐佐野苺）
- 屬性同好會（西永）
- Fate/kaleid liner 魔法少女☆伊莉雅 2wei（藍寶石之星）

2015年
- 幸腹塗鴉（椎名的母親）
- 關於完全聽不懂老公在說什麼的事情第二期（砥部）
- 下流梗不存在的灰暗世界（安娜·錦之宮）
- Fate/kaleid liner 魔法少女☆伊莉雅 2wei Herz!（藍寶石之星）

### OVA
- 袖珍女侍小梅（サイバドール・ミイ）
- 異世界聖機師物語（フローラ・ナナダン）
- 幸福光暈（「ほぼろ」店主）
- Carnival Phantasm（翡翠）
- 只有神知道的世界OVA 天理篇（天理之母）
- 袭来！美少女邪神（克图格亚）

### 遊戲
- 初音島Plus Situation（鷺澤賴子／鷺澤美咲）
- ～Da Capo～ Four Seasons（鷺澤賴子／鷺澤美咲）
- 舞-HiME～命運的系統樹～（天河朔夜）
- 御神樂少女偵探團（檜垣千鶴）
- Missing Blue（璃月沙夜）
- Memories Off 2nd（舞方香菜）
- 紅線（羽藤桂）
- 永恆冒險（亞莓.格蘭絲特）
- 艾爾之光（阿利爾）
- Close to ～祈願之丘～（咲坂麻衣）
- 惡魔城 審判（瑪莉亞·里納德）
- MELTY BLOOD系列（翡翠、機械翡翠）
- 英雄傳說 閃之軌跡（克蕾雅上尉）
- 夢想☆擂台（社務澤理）
- 英雄傳說 閃之軌跡II（克蕾雅上尉）
- 魔法少女奈叶 A's 携带版：命运齿轮（莉泽萝蒂）
- 熱情傳奇～導師的黎明～（萊菈）
- 女神異聞錄5（御船千早）

### 音樂作品

#### 廣播劇CD
- 漂亮怪獸（神崎亞梨子）
- HUNDRED百武裝戰記（夏洛特·迪曼迪鄂斯）

## 外部連結
- （日語）81 Produce的介紹網站
- （日語）松來未祐日记 （页面存档备份，存于）